# 心理罪 (電影)
《心理罪》，是2017年中國大陸懸疑電影，根據作家雷米所著的同名系列小說第一部《畫像》改編，並由和力辰光出品，編劇顧小白，導演謝東燊，李易峰、廖凡、萬茜、謝君豪主演。

## 劇情
故事圍繞一起連環兇殺案展開，警方面對兇案束手無策，沉默寡言的大學生方木牽扯其中，他天賦奇才、洞悉犯罪心理，協助邰偉和警隊破獲了一系列撲朔迷離的案件。電影於2016年6月21日在大連開機。於2017年8月11日在中國大陸上映。

## 演員陣容
| 演員姓名 | 角色名稱 |
| 李易峰   | 方木     |
| 廖凡     | 邰偉     |
| 萬茜     | 喬蘭     |
| 谢君豪   | 孟阳     |
| 張國柱   | 喬教授   |
| 李純     | 陳希     |
| 范湉湉   | 王彤莹   |
| 封佳奇   | 马凯     |
| 蔡鹭     | 林海     |
| 虞朗     | 罗艺     |

## 外部連結
- 心理罪的新浪微博